# Vétrigne
Vétrigne település Franciaországban, Territoire de Belfort megyében. Lakosainak száma 647 fő (2022. január 1.). Vétrigne Éloie, Denney, Offemont és Roppe községekkel határos.

## Népesség
A település népessége az elmúlt években az alábbi módon változott:
| Lakosok száma | 632  | 633  | 658  | 638  | 635  | 660  | 668  | 657  | 647  |
|               | 2013 | 2015 | 2016 | 2017 | 2018 | 2019 | 2020 | 2021 | 2022 |